# Russische Eishockeymeisterschaft der Frauen 1996/97
Die Saison 1996/97 war die zweite Spielzeit der russischen Eishockeymeisterschaft der Frauen (russisch Чемпионат России по хоккею с шайбой среди женщин), der höchsten Spielklasse im russischen Fraueneishockey.
Den Meistertitel sicherte sich zum zweiten Mal in Folge die in ZSK WWS Moskau umbenannte Mannschaft vor Spartak Jekaterinburg und Lokomotive Krasnojarsk.

## Modus
Die zweite  der Saison der russischen Frauen-Meisterschaft wurde vom 14. September 1996 bis zum 27. Februar 1997 mit sechs Mannschaften ausgetragen. Darüber hinaus nahm die Frauennationalmannschaft von Kasachstan als Gastmannschaft teil, absolvierte jedoch nur zwei der drei Turniere. Die Mannschaft von Kristallotschka Saratow zog sich nach dem ersten Turnier vom Spielbetrieb zurück.
Die Austragung erfolgte in Form von drei Turnieren, die in Samara (14. bis 19. September 1996), Jekaterinburg (7. bis 12. Dezember 1996) und Omsk (23. bis 27. Februar 1997) stattfanden, wobei jeweils pro Mannschaft fünf Spiele ausgespielt wurden. Für einen Sieg erhielt jede Mannschaft zwei Punkte, bei einem Unentschieden gab es ein Punkt und bei einer Niederlage null Punkte.

## Ergebnisse
Nur vom dritten Turnier sind Spielergebnisse bekannt:
- ZSK WWS Moskau – Spartak Moskau  12:1
- Spartak Jekaterinburg – Lokomotive Krasnojarsk 0:3
- Awangard Omsk – Kasachstan 1:3
- ZSK WWS Moskau – Spartak Jekaterinburg 12:0
- Lokomotive Krasnojarsk – Kasachstan 1:0
- Awangard Omsk – Spartak Moskau 1:9

Beim zweiten Turnier wurden Irina Gaschennikowa, Schanna Scheltschkowa und Tatjana Malyschewa als beste Spielerinnen ausgezeichnet. Topscorerin wurden Tatjana Zarewa und Swetlana Trefilowa, beide vom ZSK WWS.

## Tabelle
|    | Klub                    | Sp | S  | U | N  | T   | GT  | Punkte |
| -- | ----------------------- | -- | -- | - | -- | --- | --- | ------ |
| 1. | ZSK WWS Moskau          | 15 | 15 | 0 | 0  | 179 | 4   | 30     |
| 2. | Spartak Jekaterinburg   | 15 | 10 | 0 | 5  | 61  | 41  | 20     |
| 3. | Lokomotive Krasnojarsk  | 15 | 9  | 0 | 6  | 57  | 51  | 18     |
| 4. | Spartak Moskau          | 15 | 6  | 0 | 9  | 44  | 66  | 12     |
| 5. | Kasachstan              | 10 | 4  | 0 | 6  | 19  | 34  | 8      |
| 5. | Awangard Omsk           | 15 | 0  | 1 | 14 | 18  | 128 | 1      |
| 6. | Kristallotschka Saratow | 5  | 0  | 1 | 4  | 6   | 60  | 1      |

Abkürzungen: Sp = Spiele, S = Siege, U = Unentschieden, N = Niederlagen, T = Tore, GT = Gegentore